# Damir Sadiković
Damir Sadiković (ur. 7 kwietnia 1995 w Kolonii) – bośniacki piłkarz występujący na pozycji pomocnika w Cracovii.

## Kariera klubowa
Grę w piłkę nożną rozpoczął w wieku 12 lat w klubie FK Radnik Hadžići. W 2011 roku został zaproszony przez Red Bull Salzburg oraz FK Mladá Boleslav na konsultacje szkoleniowe. Latem 2012 roku przeniósł się do akademii FK Željezničar. Wiosną 2013 roku trener Amar Osim włączył go do kadry zespołu seniorów. 13 kwietnia 2013 zadebiutował w Premijer Lidze w wygranym 3:0 meczu z FK Radnik Bijeljina, wchodząc na boisko za Armina Hodžicia. W sezonie 2012/13 – w którym zanotował łącznie 2 spotkania – wywalczył z FK Željezničar mistrzostwo Bośni i Hercegowiny. 16 lipca 2013 zaliczył pierwszy występ w europejskich pucharach w meczu z Viktorią Pilzno (3:4) w eliminacjach Ligi Mistrzów 2013/14. W sezonie 2014/15 stał się graczem podstawowego składu i wywalczył ze swoim zespołem wicemistrzostwo kraju.
W lipcu 2016 roku Sadiković został wypożyczony na 12 miesięcy do NK Krško. 14 sierpnia zadebiutował w 1. SNL w meczu przeciwko NK Aluminij, przegranym 0:3. Łącznie rozegrał w barwach NK Krško 18 ligowych spotkań. Po powrocie do Željezničara rozwiązał swoją umowę i we wrześniu 2017 roku jako wolny agent został graczem FK Mladost Doboj Kakanj. Z powodów proceduralnych został zarejestrowany do rozgrywek po rundzie jesiennej sezonu 2017/18. W lutym 2019 roku, po rozegraniu 23 meczów w Premijer Lidze, rozwiązał polubownie swój kontrakt z klubem i za namową Amara Osima powrócił do FK Željezničar. W sezonie 2019/20 zdobył z tym zespołem wicemistrzostwo Bośni i Hercegowiny.
W październiku 2020 roku za kwotę 200 tys. euro został kupiony przez Cracovię, z którą związał się trzyletnią umową. 9 października zadebiutował w meczu o Superpuchar Polski, wygranym przez Cracovię po serii rzutów karnych (0:0, 5:4 k.). 17 października zaliczył pierwszy występ w Ekstraklasie w spotkaniu przeciwko Piastowi Gliwice (1:0).

## Kariera reprezentacyjna
W 2013 roku rozegrał 14 spotkań w reprezentacji Bośni i Hercegowiny U-19. W latach 2015–2016 zaliczył 10 występów w kadrze U-21, w tym 6 w eliminacjach Mistrzostw Europy 2017.
W maju 2021 roku otrzymał od selekcjonera Iwajło Petewa pierwsze powołanie do seniorskiej reprezentacji Bośni i Hercegowiny na towarzyskie mecze z Czarnogórą i Danią. Zadebiutował 2 czerwca 2021 w spotkaniu przeciwko Czarnogórze w Sarajewie, zremisowanym 0:0.

## Sukcesy
FK Željezničar
- mistrzostwo Bośni i Hercegowiny: 2012/13

Cracovia
- Superpuchar Polski: 2020